# 先端技術産業振興プラザ

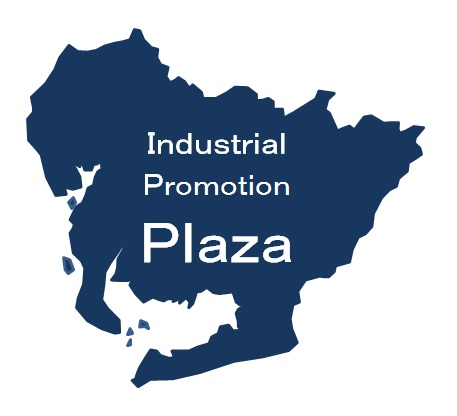
先端技術産業振興プラザ・ロゴ

先端技術産業振興プラザ（せんたんぎじゅつさんぎょうしんこうプラザ）は、愛知県豊田市にあった常設展示、イベント、セミナー、会議機能などを備えた施設。明和eテック本社ビル1階に開設され、日本国内外の常設展示企業を代表しプラザ運営事務局が管理運営を行っていた。

## 施設概要
2013年10月に「日本のモノづくりの持続・発展」と「地域社会への貢献」を目的に「産業振興の場」として開設。1小間 約 10m2の常設展示ブースを最大22小間設けられる450m2の常設展示空間をコアとし、他に会議、セミナー等で利用が可能な多目的レンタルスペースや、イベント用に約 1,000m2の特設会場など併設していた。

## 来歴・その他
- 2014年2月 - グランドオープンイベント[1]。イベント用特設会場も設けられ、海外からはアメリカ・ドイツ・台湾など、国内は東北から九州までと、日本国内外から展示企業73社が集結した。後援団体に、青森県庁・名古屋産業立地センターと、豊田市産業部ものづくり産業振興課がつき、開催された。
- 2014年3月 - トヨタ自動車副社長 来館・視察[2]。
- 2014年5月 - トヨタ自動車北海道社長、役員 来館・視察[3]。
- 2014年7月 - トヨタ自動車（元社長）相談役、豊田商工会議所副会頭 来館・視察[4]。
- 2014年9月 - 第1回定期イベント「セミナー&展示会」が、青森県庁、福岡県庁、富士通、損害保険ジャパンなどが協賛団体・企業となって開催された[5]。
- 2014年11月 - メッセナゴヤ2014の明和eテックブースにてPRされた[6]。
- 2014年12月 - 新潟県副知事、政策部門・産業振興部門の職員 来館・視察。
- 2015年1月 - 1周年記念総合祭が、青森県庁、福岡県庁、トヨタエンタプライズ（トヨタ博物館ショップ）、トヨタ自動車（ITS部門[7]）などが協賛団体・企業となり、80社を超える企業が集まり開催された[8][9][10]。
- 2015年4月 - 1周年記念総合祭にトヨタ自動車ITS部門が協賛出展したことがきっかけとなり、同プラザへのアクセス手段に小型EV「Ha:mo」[11]が加わった[12]。
- 2015年6月 - 行政機関が事務局を務める団体が初出展。企業間連携組織団体 会津産業ネットワークフォーラム[13]
- 2015年7月 - 新潟県庁・新潟県次世代自動車産業振興協議会が出展[14]。
- 2015年9月 - ものづくりビジネスセンター大阪で開催された「豊田市ものづくり企業展」に協賛団体として展示参加[15]。
- 2015年11月 - メッセナゴヤ2015へ初出展、青森県知事が激励訪問[16]。明和eテックと共催で「日本ものづくり産業展2015」が、北海道庁、青森県庁、福島県会津若松市、群馬県庁、愛知県豊田市役所、大阪府庁、福岡県庁、トヨタ自動車、原田車両設計が協賛となり、84の企業・団体が集まり開催された[17]。
- 2016年3月 - クルマづくりサプライヤー複合展開催を最後に閉館。

## 主な関連団体
- 新潟県庁・新潟県次世代自動車産業振興協議会 （プラザ常設展示出展）
- 福島県 会津若松市 会津産業ネットワークフォーラム （プラザ常設展示出展）
- 北海道東京事務所名古屋支所 （イベント協賛）
- 青森県庁 名古屋産業立地センター （イベント協賛）
- 群馬県名古屋事務所（イベント協賛）
- 豊田市役所 産業部 （プラザPR、イベント協賛）
- 大阪府･ものづくりビジネスセンター大阪（プラザPR、イベント協賛）
- 福岡県庁 名古屋事務所 （イベント協賛）
- トヨタ自動車 ITS（イベント協賛）
- 豊田市役所 ものづくり産業振興課 （イベントPR）
- 豊田商工会議所 （施設・イベントPR）
- 名古屋商工会議所 （イベントPR、メッセナゴヤ出展支援）